# Chrobotek rogokształtny

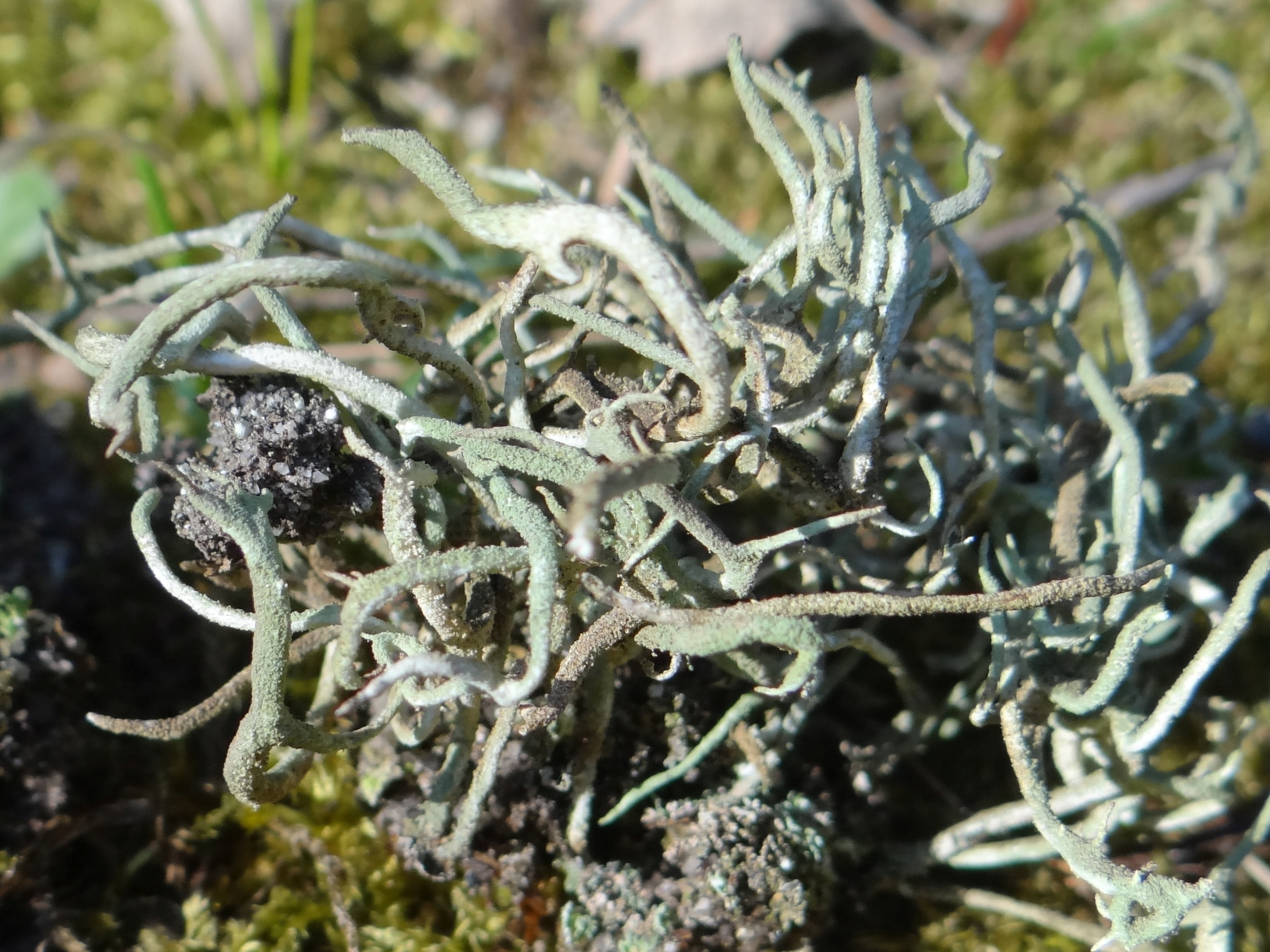

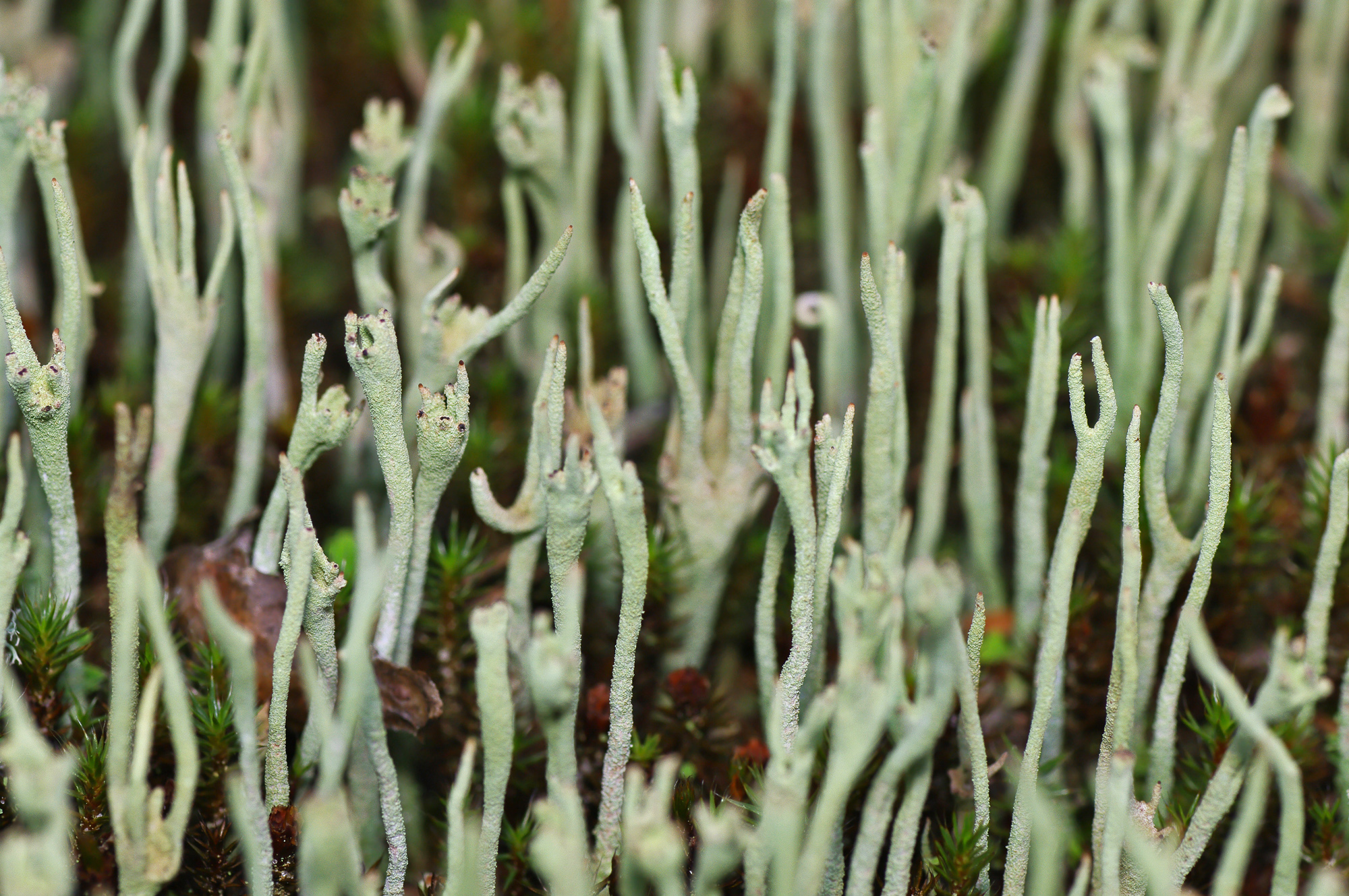

Chrobotek rogokształtny (Cladonia subulata (L.) Weber ex F.H. Wigg.) – gatunek grzybów należący do rodziny chrobotkowatych (Cladoniaceae). Ze względu na współżycie z glonami zaliczany jest do porostów.

## Systematyka i nazewnictwo
Pozycja w klasyfikacji według Index Fungorum: Cladonia, Cladoniaceae, Lecanorales, Lecanoromycetidae, Lecanoromycetes, Pezizomycotina, Ascomycota, Fungi.
Po raz pierwszy takson ten zdiagnozował w roku 1753 Karol Linneusz nadając mu nazwę Lichen subulatus. Obecną, uznaną przez Index Fungorum nazwę nadali mu w roku 1780 Georg Heinrich Weber i Friedrich Heinrich Wiggers, przenosząc go do rodzaju Cladonia.
Niektóre synonimy naukowe:

- Cladonia fimbriata var. cornutoradiata Vain.
- Cladonia fimbriata var. radiata (Schreb.) Cromb. 1831
- Cladonia fimbriata var. subcornuta Nyl. ex Cromb.
- Cladonia fimbriata var. subulata (L.) Vain. 1894
- Cladonia radiata (Schreb.) Ach.
- Cladonia subulata var. radiata (Schreb.) Ozenda & Clauzade 1970
- Lichen cornigerus With.
- Lichen radiatus Schreb. 1771
- Lichen subulatus L. 1753

Nazwa polska według Krytycznej listy porostów i grzybów naporostowych Polski.

## Charakterystyka
Na podłożu tworzy trwałą plechę pierwotną złożoną z drobnych i głęboko podzielonych lub karbowanych łuseczek. Mają długość 1–4 (9) mm i szerokość 1–6 mm. Z plechy tej wyrastają podecja o wysokości 2–7 cm i grubości 1–2 mm. Są one wałeczkowate i mają szczyty szydlaste lub zakończone wąskimi kieliszkami. Powierzchnia jest barwy białawej, szarawej lub brunatnej. Są zazwyczaj w górnej części słabo rozgałęzione, czasami pojedyncze. Boczne odgałęzienia są proste lub zagięte i szydłowato zakończone. Podecja są gładkie lub pokryte łuseczkami, kora występuje tylko u nasady, często natomiast całe podecja pokryte są mączystymi urwistkami. Reakcje barwne: Pd + czerwone, K –.
Plecha zawiera glony protokokkoidalne. Brązowe apotecja powstają bardzo rzadko na szczytach podecjów. Mają średnicę 0,4–0,8 mm. W jednym worku powstaje po 8 bezbarwnych, jednokomórkowych askospor o rozmiarach 8–15 × 2–3,5 μm. Na podecjach występują natomiast brązowawe, jajowate i zwężone u podstawy pyknidy z bezbarwną galaretką wewnątrz.
Kwasy porostowe: kwas fumarioprotocetrariowy.

## Występowanie i siedlisko
Występuje na wszystkich kontynentach świata z wyjątkiem Antarktydy, ale spotykany jest na należących do Antarktyki wyspach Szetlandy Południowe i Orkady Południowe. Na półkuli północnej północna granica zasięgu sięga po Grenlandię i Svalbard. W Polsce występuje pospolicie na terenie całego kraju, szczególnie w lasach iglastych na niżu. 
Rośnie najczęściej na próchnicznej lub piaszczystej glebie i na próchniejącym drewnie oraz na mchach. Występuje zarówno na terenach suchych, jak i wilgotnych.

## Gatunki podobne
Chrobotek rogokształtny jest dość zmienny morfologicznie i czasami wytwarza formy nierozgałęzione o szerokokieliszkowatych podecjach, trudne do odróżnienia od chrobotka strzępiastego (Cladonia fimbriata). Podobny jest też chrobotek borowy (Cladonia rei), ten jednak rośnie zazwyczaj na siedliskach ruderalnych, na gołej ziemi o kwaśnym odczynie, zwykle w towarzystwie mchu Ceratodon purpureus.